# Лоджик, Саманта
Саманта «Сэм» Лоджик (англ. Samantha "Sam" Logic; род. 22 октября 1992 года, Расин, Висконсин) — американская профессиональная баскетболистка, выступала в женской национальной баскетбольной ассоциации. Была выбрана на драфте ВНБА 2015 года в первом раунде под общим десятым номером клубом «Атланта Дрим». Играла в амплуа разыгрывающего защитника.

## Ранние годы
Саманта родилась 22 октября 1992 года в городе Расин (штат Висконсин) в семье Стива и Джули Лоджик, у неё есть сестра, Бретт, училась она там же в средней школе имени Джерома Инкриса Кейса, в которой выступала за местную баскетбольную команду.